# Distrito de Las Palmas
El distrito de Las Palmas es una de las divisiones que conforma la provincia de Veraguas, Con una extensión territorial de 1.160 kilómetros cuadrados, se encuentra Las Palmas, a 77 km, (2 h) de la Ciudad de Santiago y es uno de los distritos de mayor extensión territorial de la Provincia de Veraguas, siendo el tercero en la producción agrícola, ganadera y porcina, como también en otros productos de consumo situado en la República de Panamá.

## Fundación
La fundación del Distrito de Las Palmas se da un 14 de julio de 1755.

## Clima
Su clima es bastante fresco, un poco más frío en la parte norte, en la zona denominada "La Sierra", en donde la lluvia es frecuente durante todo el año. 

## Cultura
Esta región es habitada por campesinos e indígenas “Gnobé Buglé” quienes confeccionan los sombreros de paja junco, chácaras de hila de cortezo, cabuya y pita como también vestidos autóctonos (Naguas) confeccionados a mano con telas de vistosos colores; collares, brazaletes y otros adornos confeccionados con chaquira.

## Sitios de interés
Quebrada Grande”, “Quebrada Iglesias” y “Alto de Jesús”; ríos como: “Tuancle”, “Jorones”, “Viguí”, “Zapotillo”, “Lirí”, “Bubí” y el más importante, “El Cobre” (afluente del Río San Pablo), que parte de los “Pozos Termales” en la región limítrofe con el distrito de Cañazas. Además de contar con un precioso balneario natural conocido como El Salto de Las Palmas cuya caída de agua sobrepasa los 30 metros de altura y fue declarado Área Recreativa Municipal el 29 de junio de 1994.
Puerto Vidal de Las Palmas, Puerto Natural ubicado en el Río Vidal; se encuentra a unos 110 kilómetros de la ciudad de Santiago a unos 68 km del distrito de Soná y a unos 95 km de Las Palmas.
Es el puerto tradicional de entrada hacia las comunidades de Pixvae, Pajarón, Pajaroncito, Bahía Honda y las islas Uvas y Contreras. En este sector encontramos hermosos ríos, manglares, playas (Pixvae, Pajarón, Bahía Honda), sitios de pesca, observación de flora y fauna, sobre todo marina

## División político-administrativa
Está conformado por trece corregimientos:
- Las Palmas
- Cerro de Casa
- Corozal
- El María
- El Prado
- El Rincón
- Lolá
- Pixvae
- Puerto Vidal
- Zapotillo
- San Martín de Porres
- Viguí
- Manuel E. Amador Terrero